# Commentry

Commentry este o comună în departamentul Allier din centrul Franței. Centrul comunei se află la aproximativ 8 kilometri de centrul geografic al Franței. În 1 ianuarie 2022 avea o populație de 6.018 de locuitori.